# جون باركر (رجل أعمال)
جون باركر (بالإنجليزية: John Barker)‏ هو شخصية أعمال ورائد أعمال أمريكي، ولد في 1965.